# Landgericht Sternenberg
Das Landgericht Sternenberg war bis 1798 eine Verwaltungseinheit der Stadt und Republik Bern.
Nach dem Sempacherkrieg 1388 annektierte Bern die Gebiete links der Aare vom Jura bis zur Stockhornkette und usurpierte die dortigen landgräflichen Rechte der früheren Landgrafschaft Aarburgund (circa Ararim) und teilte diese auf die Landgerichte Seftigen und Sternenberg auf. Gestützt auf die Mannschafts- und Steuerpflicht und das Kriminalgericht setzte Bern seine Landesherrschaft in den Herrschaften des Gebiets sukzessive durch. Das kleinste der vier Landgerichte unterstand dem Venner zu Schmieden. Die Tagungsorte (Dingstätten, Gerichtsbaum) des Landgerichts lagen «unter der grossen Eiche» in Gasel (Gemeinde Köniz) und «unter den Tannen» in Neuenegg. Der Venner war bis 1798 für die Militärverwaltung zuständig mit einem lokalen Freiweibel als Exekutivbeamten. Die Kriminaljustiz war in den drei südöstlichen Bezirken Aufgabe des bernischen Grossweibels und im vierten nordwestlichen Bezirk des Landvogts von Laupen. Die Niedergerichte gehörten verschiedenen Herren. Das Landgericht Sternenberg wurde nach dem Franzoseneinfall 1798 aufgelöst und auf die Oberämter (später Amtsbezirk) Bern und Laupen aufgeteilt.